# Esposa de Fineias

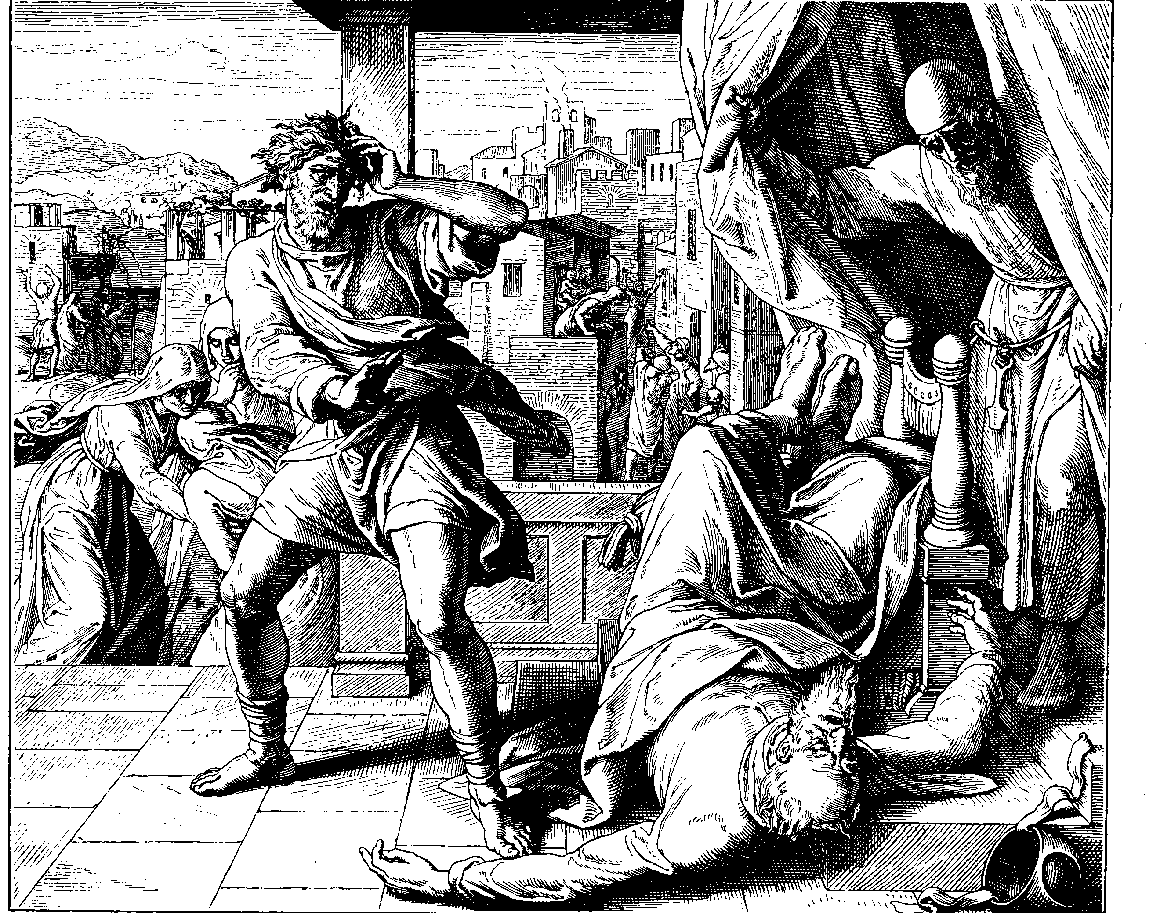
"The Death of Eli" por Julius Schnorr von Carolsfeld

A esposa de Fineias é uma personagem sem nome na Bíblia Hebraica. Sua história cobre apenas alguns versículos no final de 1 Samuel 4, onde ela é apresentada como a nora de Eli e esposa de Fineias. Ela está prestes a dar à luz quando ouve que a Arca de Deus havia sido capturada pelos filisteus. Ela morre no parto e chama seu filho de Icabode, dizendo: "A glória se foi de Israel."
Susan Pigott observa que é essa mulher, em vez de Eli ou Samuel, que "expressa o desânimo que todo o Israel sente" quando a arca é capturada. Robert Alter sugere que a perda da Arca "a afeta muito mais do que a morte de seu marido". Yairah Amit discorda e argumenta que o evento mais importante do ponto de vista desta mulher é a morte de seu marido, mas que um editor ou editores posteriores "procuraram mostrar que a mulher se preocupava mais com a arca do que com seu próprio destino, e colocou em sua boca uma etimologia de nome religioso nacional."